# Shahrestān di Babolsar
Lo shahrestān di Babolsar (farsi شهرستان بابلسر) è uno dei 20 shahrestān della provincia del Mazandaran, il capoluogo è Babolsar. Lo shahrestān è suddiviso in 3 circoscrizioni (bakhsh): 
- Centrale (بخش مرکزی)
- Bahnemir (بخش بهنمیر), con la città di Bahnemir.
- Rudbast (بخش رودبست), con la città di Kalleh Bast.

La precedente circoscrizione di Fereydun Kenar (بخش فریدون‌کنار) è ora diventato shahrestān.